# Albert Pintó
Albert Pintó Pérez (Tarrasa, 28 de octubre de 1985), más conocido como Albert Pintó, es un director de cine español, guionista y productor ejecutivo. Es autor de películas como Nowhere (2023), Malasaña 32 (2020) o Matar a Dios (2017). Inició su carrera dirigiendo múltiples cortometrajes y anuncios de televisión. En 2017 recibió el Premio del Público a Mejor Largometraje en la 50.ª edición del Festival de Sitges.

## Biografía
Albert Pintó nació el 28 de octubre de 1985 en Tarrasa, hijo de padre catalán Josep Pintó y madre andaluza María del Carmen Pérez. Hijo único y criado en una familia humilde de profesores en el barrio egarense de Sant Pere Nord. Desde pronto despertó su pasión por el cine y en el otoño de 2003 decidió estudiar en la Escola Superior de Cinema i Audiovisuals de Catalunya (ESCAC) el mismo año que la escuela inauguraba edificio en la misma ciudad de Tarrasa.

## Filmografía
- Leaving New York (2008)
- A Fully Loaded (2008)
- Lucille (2010)
- Nada S.A. (2014)
- Aún hay tiempo (2014)
- Lo siento cariño (2015)
- Una historia de amor (2015)
- Matar a Dios (2017)
- RIP (2017)
- Malasaña 32 (2020)
- Asylum: Twisted Horror and Fantasy Tales (2020)
- Nowhere (2023)
- Tierra de nadie (2025)